# Concepción (Panamá)
Pour les articles homonymes, voir Concepción.
Concepción est un établissement colonial espagnol du Panama qui a existé de la fin de 1535 au début de 1536. Il fut fondé par le deuxième gouverneur de Veragua Felipe Gutiérrez y Toledo, apparemment sur les rives de la rivière Veraguas ou Belén, du côté des Caraïbes. La fondation eut lieu peut-être fin 1535, peut-être le 8 décembre, fête de l'Immaculée Conception.
Cet établissement eut une vie courte et mouvementée. Dès ses premiers jours d'existence, les vivres manquèrent et les indigènes de la région opposèrent une résistance farouche aux Espagnols. Le gouverneur Gutiérrez exhorta alors ses hommes à chercher des provisions dans les villes indigènes, mais leurs raids échouèrent, et des cas d'anthropophagie furent signalés. Gutiérrez les réprima en brûlant deux des responsables et en marquant le visage des autres avec le C du cannibale.
Les indigènes assiégèrent la ville, qui obtint un répit grâce au soldat Íñigo López Carrillo, qui réussit à tuer le roi des assiégeants avec une arbalète. Ce dernier portait un grand disque d'or sur sa poitrine. Le gouverneur envoya des hommes par voie terrestre pour demander de l'aide à la ville de Nombre de Dios, d'où on lui envoya un navire. Il s'enfuit avec soixante des expéditionnaires, laissant les autres abandonnés à cet endroit, où ils sont morts de faim ou aux mains de les indigènes.